# Eurhinodelphinidae
Az Eurhinodelphinidae az emlősök (Mammalia) osztályának párosujjú patások (Artiodactyla) rendjébe, ezen belül a cetek (Cetacea) alrendágába tartozó fosszilis család.

## Rendszerezés
A családba az alábbi 9 nem tartozik:
- Ceterhinops
- Eurhinodelphis Du Bus, 1867 - típusnem; középső miocén-késő miocén; Belgium, Franciaország, Maryland[2]
- Iniopsis
- Mycteriacetus Lambert, 2004 - kora miocén; Olaszország[3]
- Phocaenopsis
- Schizodelphis Gervais, 1861 - kora miocén; Franciaország[4]
- Vanbreenia
- Xiphiacetus Lambert, 2005 - kora-késő miocén; Európa, Kelet-USA
- Ziphiodelphis

## Fordítás
- Ez a szócikk részben vagy egészben  az   Eurhinodelphinidae című angol Wikipédia-szócikk ezen változatának fordításán alapul.  Az eredeti cikk szerkesztőit annak laptörténete sorolja fel. Ez a jelzés csupán a megfogalmazás eredetét és a szerzői jogokat jelzi, nem szolgál a cikkben szereplő információk forrásmegjelöléseként.
- Ez a szócikk részben vagy egészben  a   List_of_extinct_cetaceans#Suborder_Odontoceti című angol Wikipédia-szócikk ezen változatának fordításán alapul.  Az eredeti cikk szerkesztőit annak laptörténete sorolja fel. Ez a jelzés csupán a megfogalmazás eredetét és a szerzői jogokat jelzi, nem szolgál a cikkben szereplő információk forrásmegjelöléseként.